# Blaberus
Blaberus — рід тарганів, які поширені в Америці. Представники цього роду тарганів використовується як домашні тварини та як корм для інших тварин.

## Розселення
Залежно від віку тарганів вони можуть жити у різних місцях. Личинки 1 - 3 ліньки зариваються в лісову підстилку. Вони харчуються органічними залишками рослин і тварин. Личинки наступних вікових груп тримаються в опалому листі під корінням дерев. Імаго підіймаються на гілки дерев.

## Утримання

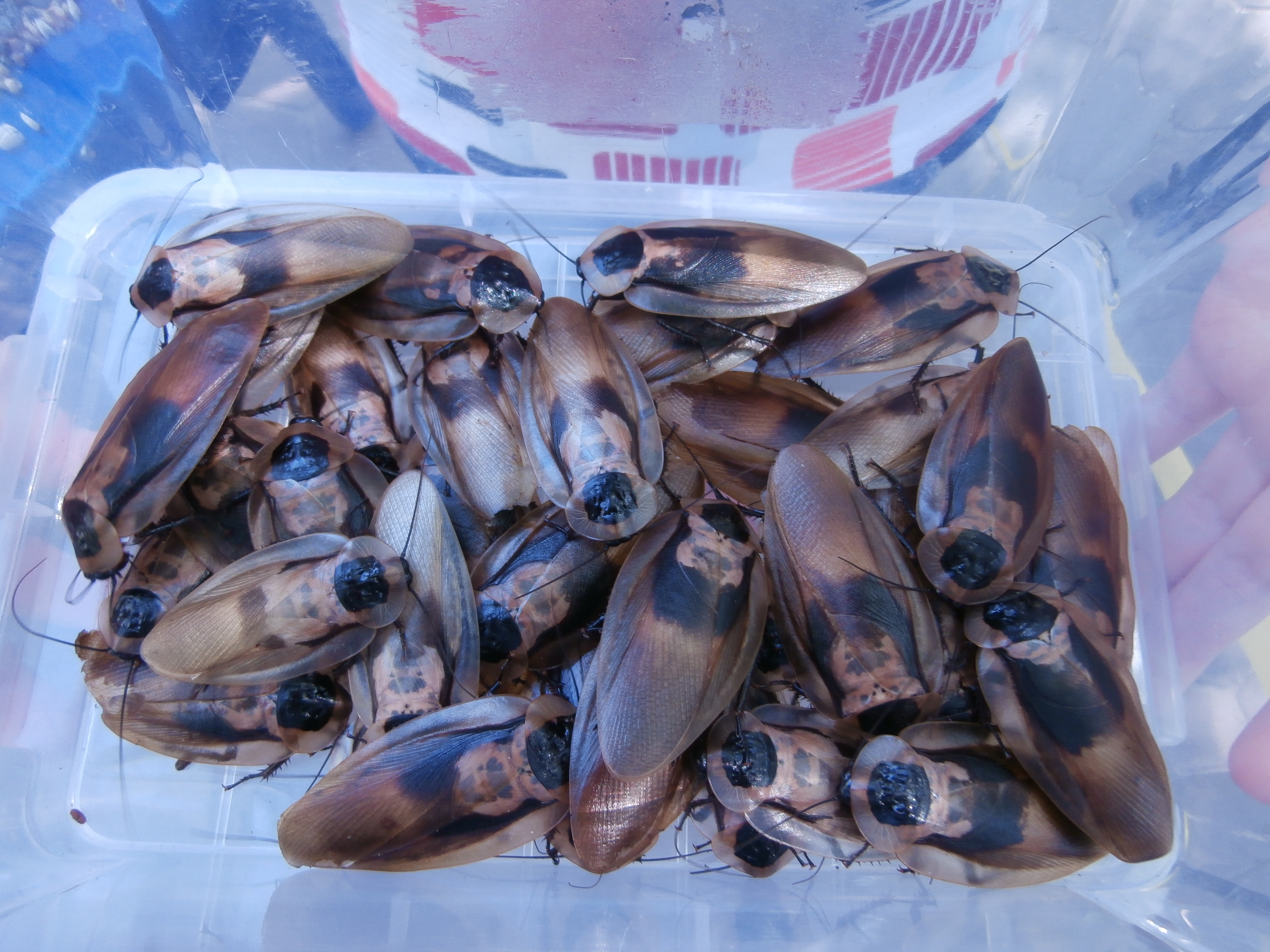
Таргани роду Blaberus у Харківському зоопарку (Україна)

Тарганів можна тримати у скляному акваріумі або пластиковому контейнері, обов'язково потрібна вентиляція.  Щоб таргани добре себе почували у неволі потрібно щоб температура приміщення була від 26°C до 33°C, а вологість повітря 50-60%. Якщо температура буде нижчою, таргани перестануть розмножуватись. Періодично контейнер потрібно оприскувати теплою водою. Для стійкої колонії потрібно від 10 тарганів. Годувати потрібно фруктами і овочами. Для заміни білка можна давати сухий котячий або собачий корм.

## Види
Всі види тарганів роду Blaberus:
- Blaberus affinis Jurberg, Albuquerque, Rebordoes, Goncalves & Felippe, 1977
- Blaberus anisitsi Brancsik, 1898
- Blaberus asellus Thunberg, 1826
- Blaberus atropos Stoll, 1813
- Blaberus boliviensis Princis, 1946
- Blaberus brasilianus Saussure, 1864
- Blaberus colosseus Illiger, 1801
- Blaberus craniifer Burmeister, 1838
- Blaberus discoidalis Serville, 1839
- Blaberus duckei Jurberg, Albuquerque, Rebordoes, Goncalves & Felippe, 1977
- Blaberus fusiformis Walker, 1868
- Blaberus giganteus Linnaeus, 1758
- Blaberus latissimus Herbst, 1786
- Blaberus matogrossensis Rocha e Silva & Aguiar, 1977
- Blaberus minor Saussure, 1864
- Blaberus parabolicus Walker, 1868
- Blaberus paulistanus Lopes & de Oliveira, 2000
- Blaberus peruvianus Jurberg, Albuquerque, Rebordoes, Goncalves & Felippe, 1977
- Blaberus scutatus Saussure & Zehntner, 1894